# Coussac-Bonneval
Coussac-Bonneval é uma comuna francesa na região administrativa da Nova Aquitânia, no departamento de Alto Vienne. Estende-se por uma área de 66,73 km². Em 2010 a comuna tinha 1 352 habitantes (densidade: 20,3 hab./km²).